# Who's Been Sleeping in My Bed?
Who’s Been Sleeping In My Bed? é um filme estadunidense, de 1963, do gênero comédia, dirigido por Daniel Mann,  roteirizado por Jack Rose, música de George Duning.

## Sinopse
Astro de TV, solteiro, confuso com o comportamento das esposas de seus colegas e pressionado pela noiva. Arma um esquema para não se casar.  

## Elenco
- Dean Martin ....... Jason Steel
- Elizabeth Montgomery ....... Mellisa Morris
- Carol Burnett ....... Stella Irving
- Martin Balsam ....... Sanford Kaufman
- Jill St. John ....... Toby Tobler
- Richard Conte ....... Leonard Ashley
- Macha Méril ....... Jacqueline Edwards
- Louis Nye ....... Harry Tobler
- Yoko Tani ....... Isami Hiroti
- Jack Soo ....... Yoshimi Hiroti
- Dianne Foster ....... Mona Kaufman
- Elliott Reid ....... Tom Edwards
- Johnny Silver ....... Charlie
- Elisabeth Fraser ....... Dora Ashley